# Bulbostylis trullata
Bulbostylis trullata är en halvgräsart som beskrevs av Paul Goetghebeur. Bulbostylis trullata ingår i släktet Bulbostylis och familjen halvgräs.
Artens utbredningsområde är Kongo-Kinshasa. Inga underarter finns listade i Catalogue of Life.